# ナイトメア・ゴー・ラウンド
『ナイトメア・ゴー・ラウンド』は、鈴見敦による日本の漫画作品。スクウェア・エニックスの『ヤングガンガン』にて、2009年9号から2010年7号まで連載された。単行本は全2巻。

## 登場人物
葛葉 ヒロカ（くずは ヒロカ）

三國 蓬（みくに よもぎ）

園長（えんちょう）

くりす

## 単行本
1. ISBN 978-4-7575-2734-8
2. ISBN 978-4-7575-2883-3